# Loudonville (Ohio)
Loudonville est une ville américaine de l'État de l'Ohio